# Bad North
『Bad North』（バッドノース）は、スウェーデンのインディーゲームスタジオPlausible Conceptが開発しRaw Furyより発売されたリアルタイムストラテジーゲーム。
小さな島に船で次々と上陸し侵略を仕掛けるバイキングに対し、プレイヤーは部隊を率いる指揮官たちに指示を出して殲滅を目指す。1つのステージが5分から10数分程度で決着するシンプルな内容で、グラフィックもミニマルなスタイルで描かれている。

## システム
小さな島が点在するステージ選択マップの構成および舞台となる島の形状はランダム生成され、プレイごとに変化する。
指揮官は最大4人まで出撃できる。ゲーム開始当初に選択できるのは2人のみだが、特定の島のクリア後に新たな指揮官が加入する。
指揮官の移動場所はプレイヤーが指示するが交戦は自動的に行われ、指揮官と部隊は自身のクラス（後述）に応じた能力で戦闘を行う。部隊が全滅し指揮官が死亡すると、一部の復活アイテムを使用しない限り後のプレイで使用不可となる。
指揮官のメニュー画面から「補充」を選択すると、指揮官は島内に数か所ある僧院のいずれかに入り一定時間を消費して兵力を回復できる。一方、敵は僧院を目指して進軍し、攻撃を受け続けることで破壊される。また、「退却」を選択すると、指揮官がバイキングの船に乗り島を脱出する。この指揮官はプレイ中のステージには復帰しないがステージ終了後に再び使用できる。
バイキングを全滅させるとステージクリアになる。この時、破壊されずに残った僧院の数と規模に応じた枚数のコインを報酬として入手し、島によってはアイテムが手に入ることもある。コインは、初期クラスの民兵が他のクラスになる時やその後の強化、スキルの習得・強化、アイテムの強化の際に消費する。
控えを含む指揮官全員が死亡するとゲームオーバーになる。当初のバージョンではゲームオーバー後に中断セーブデータが消去され最初からやり直しとなる仕様だったが、後に配信されたバージョン「Jotunn Edition」の適用後には「チェックポイントの島」が追加され、ゲームオーバー後にこの島のクリア直後から再開できるようになった。

## クラス
民兵以外のクラスは習得したスキルを任意のタイミングで使用できる。使用後は一定時間が経過するまで再使用できない。
民兵
初期のクラス。コインを消費し以下の3種類のクラスのうちいずれかに変更できる。
弓兵
弓矢で遠距離から攻撃できる。敵の位置が遠いほど攻撃が当たりづらい。敵からの直接攻撃には弱い。
スキル「一斉射撃」は、指定場所に正確な集中攻撃を行う。
歩兵
攻守の能力が標準的。敵が放った飛び道具を盾で防ぐことができる。
スキル「飛びかかり攻撃」は、崖から飛び降り崖下の敵に大打撃を与える。
槍兵
長い槍で高威力の攻撃を行う。移動しながらの攻撃ができない。
スキル「突進」は、突進して前方の敵を一度に攻撃する。

## 開発
本作のアイデアは、美術担当のOskar Stålbergが2016年に模索していた手続き型生成のアルゴリズムと群衆の中でユニットを動かす方法のコンセプトがもとになっている。いくつかの技術実験の後、ミニチュアの島のアイデアに行きつき、そこから船によるバイキングの侵略が理にかなっているという考えに至った。
アートスタイルについては、ストラテジーゲームである『Revenge of the Titans』と『Total War』の影響があり、特にキャラクターやアニメーションに関する部分が反映されている。

## 評価
- 第22回D.I.C.E. Awards（英語版） 「Strategy/Simulation Game of the Year」ノミネート[4]